# In This Our Life

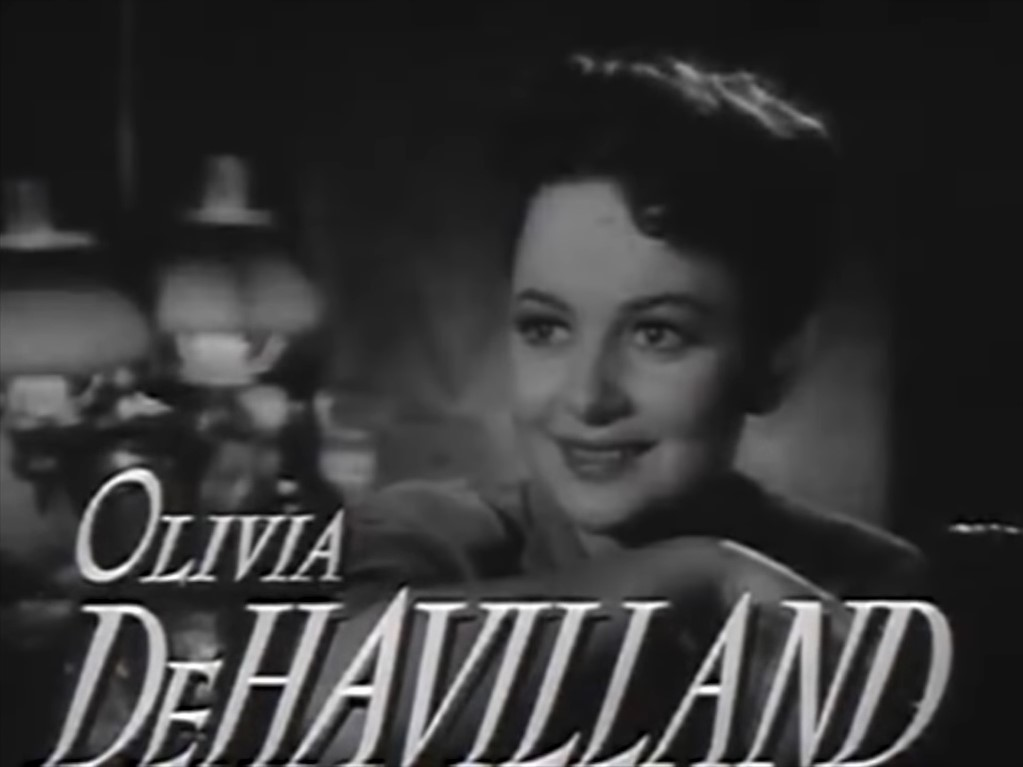
Fotograma del tràiler

 In This Our Life és una pel·lícula estatunidenca dirigida per John Huston i estrenada el 1942.

## Argument
Stanley Timberlake (Bette Davis), filla egoista i aviciada d'una elegant però empobrida família de Virgínia, està acostumada a veure satisfets els seus desitjos. La seua mare Lavinia (Billie Burke), una neuròtica postrada en un llit, encoratja Stanley a aconseguir el que vol mentre es queixa constantment que Asa (Frank Craven), el seu marit, és un inútil. Lavinia posa orgullosament com a exemple el seu acabalat germà William Fitzroy (Charles Coburn), un solter pròsper i sense cap escrúpol que sent un afecte poc natural per la seua neboda Stanley. Tres dies abans de casar-se amb el ben plantat Craig Fleming (George Brent), un brillant advocat, Stanley es fuga amb el seu cunyat Peter Kingsmill (Dennis Morgan), un prometedor cirurgià. Roy (Olivia de Havilland), la seua desolada germana, es divorcia de Peter perquè pugui casar-se amb Stanley. Trista, Roy busca la companyia de Craig i la seva mútua infelicitat culmina en un profund amor. El casament de Stanley amb Peter, el qual comprèn el seu error massa tard, acaba en tragèdia, ja que ell se suïcida. En tornar a casa, com a vídua no del tot desconsolada, la seua família i Roy la perdonen, però quan s'assabenta que Roy està enamorada de Craig, al qual ella va rebutjar per Peter, Stanley posa fi al seu dol i fa un obvi intent de recuperar-lo. Fermament decidit a no cedir als capricis de Stanley, Craig no es presenta a una cita amb ella. Furiosa, Stanley se'n va de l'hotel conduint a tota la velocitat que li permet el seu cotxe. Atropella una dona i el seu fill, matant el petit, i s'allunya sense ni tan sols aturar-se. Diversos testimonis identifiquen el seu cotxe, però quan la policia la interroga, insisteix que no es va moure de casa la nit de l'accident i que havia lliurat el seu cotxe al fill de la cuinera, Parry (Ernest Anderson), perquè el rentés. Detenen el noi, però la seua mare (Hattie McDaniel) jura que estava a casa a l'hora en què va tindre lloc l'accident. Roy la creu i demana a Craig que porti el cas de Parry. En descobrir proves de la culpabilitat de Stanley, Craig s'enfronta a ella i li demana que faci una confessió. Ella s'hi nega i va a veure el seu oncle William, segura que aquest l'ajudarà. William, que acaba de saber que només li queden unes setmanes de vida, no mostra interès pel problema de Stanley, però li demana que es quedi amb ell durant els seus darrers dies. Comprenent que li proposa una relació incestuosa, Stanley l'hi retreu i abandona la casa. Tot conduint a gran velocitat, és encalçada per un cotxe de la polícia. Tractant de burlar els seus perseguidors, rellisca en una perillós revolt de la carretera, el cotxe bolca i ella mor instantàniament.

## Crítica
- "A aquells esperits optimistes convençuts que l'èxit de Bette Davis amb un paper relativament normal a L'home que va venir a sopar presagiava un comiat permanent de l'univers de l'excés, els espera una decepció. L'actriu converteix In This Our Life en una excusa per tindre una recaiguda i, amb frenètica satisfacció, fica els seus acostumats trucs en una espaiosa maleta abans de lliurar-se precipitadament a una altra sessió de ball amb San Vito. (...) Tenint en compte l'àmplia aclamació que han obtingut anteriors excessos histriònics de la senyoreta Davis, no té res d'estrany que aquesta dama prefereixi encàrrecs que li permetin desorbitar els ulls, retorçar les mans i maniobrar amb les extremitats inferiors com si executés una mena de xarleston esotèric. Per desgràcia, Stanley Timberlake, tal com va ser concebuda en la novel·la de Ellen Glasgow, no es presta a prestidigitacions teatrals, però sense acovardir-se gens ni mica, l'estrella s'afanya a desmembrar el personatge i reconstruir-lo de nou a la imatge i semblança de moltes de les seues anteriors creacions. I amb això, la integritat de l'obra de Glasgow desapareix ... (...) La majoria dels components del repartiment semblen sentir-se incòmodes, ja que possiblement els horroritza aparèixer en un drama cinematogràfic que tingui la premissa que Bette Davis és una dona tan captivadora físicament com per causar tremolors en qualsevol que porti uns pantalons."[2]

## Curiositat
Com a gag, i en un gest d'amistat, membres del repartiment de la pel·lícula El falcó maltès, de John Huston, hi van fer una aparició no anunciada en la seqüència de l'hotel de la carretera de In This Our Life. Walter Huston n'és el més identificable com a encarregat del bar, i cal procedir amb rapidesa per veure Humphrey Bogart, Mary Astor, Sydney Greenstreet, Peter Lorre, Ward Bond, Barton MacLane i Elisha Cook Jr com a clients del bar a la mateixa seqüència.

## Repartiment
- Bette Davis: Stanley Timberlake
- Olivia de Havilland: Roy Timberlake
- George Brent: Craig Fleming
- Dennis Morgan: Peter Kingsmill
- Charles Coburn: William Fitzroy
- Frank Craven: Asa Timberlake
- Billie Burke: Lavinia Timberlake
- Hattie McDaniel: Minerva Clay
- Lee Patrick: Betty Wilmoth
- Mary Servoss: Charlotte Fitzroy
- Ernest Anderson: Parry Clay
- William B. Davidson: Jim Purdy
- Edward Fielding: Dr. Buchanan
- John Hamilton: L'inspector
- William Forrest: Forest Ranger
- Lee Phelps